# Julio Rodriguez (giocatore di baseball)
Julio Yarnel Rodríguez Jr. (Loma de Cabrera, 29 dicembre 2000) è un giocatore di baseball dominicano che gioca nel ruolo esterno centro per i Seattle Mariners della Major League Baseball (MLB).

## Carriera

### Seattle Mariners

#### Stagione 2022: rookie dell'anno
Rodríguez debuttò nella MLB l'8 aprile 2022 con i Seattle Mariners contro i Minnesota Twins. Dopo essere partito con una sola valida su 21 turni in battuta con 12 strikeout, la sua stagione giunse a un punto di svolta. Il 1º maggio batté il suo primo fuoricampo, un colpo da tre punti su lancio della stella dei Miami Marlins Sandy Alcántara. Fu premiato come miglior rookie del mese dell'American League sia a maggio che a giugno. In 29 partite disputate in giugno batté con .280, 7 fuoricampo, 16 punti battuti a casa (RBI) e 5 basi rubate. Continuò a giocare bene a luglio, in cui i Mariners vinsero 14 gare consecutive, tornando in orbita playoff. Il 15 luglio batté il suo primo grande slam contro i Texas Rangers. Complessivamente a luglio disputò 19 partite, con 12 punti segnati, .267 di media battuta, 5 fuoricampo, 18 RBI e 2 basi rubate.
Rodríguez fu convocato per l'All-Star Game, il sesto giocatore dei Mariners a riuscirvi nella sua annata di debutto. Partecipò anche all'Home Run Derby, battendo 81 fuoricampo nei primi tre turni, superando Corey Seager e Pete Alonso, prima di perdere in finale contro Juan Soto. Il 23 agosto batté il suo ventesimo home run, diventando il sesto giocatore della storia dei Seattle Mariners a fare registrare 20 fuoricampo e 20 basi rubate in una stagione e il quarto della storia della MLB a riuscirvi nella sua stagione da rookie. Il 14 settembre divenne il primo giocatore della storia con 25 home run e 25 basi rubate da esordiente. Quello di settembre fu il suo miglior mese, battendo con .394 e 7 fuoricampo in 19 gare.
Rodríguez chiuse la sua annata battendo con .284, con 84 punti, 28 fuoricampo, 75 RBI, 25 basi rubate e 140 strikeout in 560 apparizioni in battuta, guidando tutti gli esterni dell'American League per il minor numero di errori (6). Le sue 25 basi rubate furono il nono risultato della MLB. Per le sue prestazioni fu premiato con il Silver Slugger Award e vinse il titolo di rookie dell'anno dell'American League.
Rodríguez guidò i Mariners alla loro prima qualificazione ai playoff dal 2001, all'epoca la più prolungata assenza dei quattro maggiori sport professionistici americani. Fu il primo giocatore in battuta in tutte e cinque le gare di playoff dei Mariners di quell'anno, facendo registrare 5 valide e 3 basi su ball su 28 turni battute. La sua miglior partita fu in gara uno delle American League Division Series, quando batté un triplo e un doppio, segnando tre volte nella sconfitta contro gli Houston Astros.

#### Stagione 2023: All-Star
Il 7 aprile 2023 Rodríguez batté un fuoricampo da due punti nel sesto inning contro i Cleveland Guardians, diventando il giocatore più rapido della storia dei Mariners a raggiungere i 30 home run in carriera, 140 partite. Il 10 luglio batté 41 fuoricampo nel primo turno dell'Home Run Derby contro Pete Alonso, un nuovo record in un singolo turno
Ad agosto Rodríguez giocò ad alto livello, pareggiando o superando record che risalivano all'inizio del XX secolo. Dal 16 al 19 agosto batté il primato MLB per il maggior numero di valide nell'arco di quattro partite, con 17, il massimo almeno dal 1901. In quelle quattro partite batté con 17 su 22, 2 fuoricampo, 8 RBI e 5 basi rubate. In 10 partite ebbe 28 valide, un numero che non veniva raggiunto dai tempi di Kenny Lofton nel 1997. In quelle dieci partite disputò cinque partite con 4 valide, un fatto mai capitato dal 1900. Ad agosto ebbe cinque partite con 4 valide: solo Ty Cobb, con 6 nel 1921, ne ebbe di più in un mese.
All'inizio di settembre divenne il primo giocatore della storia della MLB con 25 fuoricampo e 25 basi rubate in entrambe le prime stagioni in carriera. L'11 settembre batté il 30º home run stagionale, diventando il 44º giocatore della storia della MLB con 30 fuoricampo e 30 basi rubate nella stessa annata.
Nel Rodríguez batté con .275, con 32 home run, e fu secondo nell'American League sia in valide (180) che in basi rubate (37), mentre fu terzo con 103 RBI. Per il secondo anno consecutivo fu premiato con il Silver Slugger Award mentre fu finalista per il Gold Glove Award nel ruolo di esterno centro. Si classificò inoltre al quarto posto nel premio di MVP dell'American League.

#### Stagione 2024
La stagione a livello offensivo di Rodríguez nel 2024 non fu al livello delle precedenti, battendo con .273, 20 fuoricampo e 24 basi rubate. Assieme a Bobby Witt Jr. divenne il primo giocatore con 20 home run e 20 basi rubate in tutte le prime tre stagioni della carriera. A luglio e agosto saltò diverse partite per un infortunio a una caviglia, limitandolo al ruolo di battitore designato per nove gare, prima di fare ritorno in lista infortunati. Ebbe un ultimo mese di stagione regolare positivo, battendo con .328, con 7 fuoricampo, 7 fuoricampo e 6 basi rubate a settembre, fatto attribuito al ritorno di Edgar Martínez come allenatore dei battitori a fine agosto, dopo il licenziamento del manager Scott Servais.

## Palmarès
- MLB All-Star: 2

2022, 2023
- Silver Slugger Award: 2

2022, 2023
- All-MLB Second-team: 1

2022
- Rookie dell'anno dell'American League - 2022

2017
- Giocatore dell'American League del mese: 1

agosto 2023